# Lira (poesia)
La lira és l'estrofa pròpia de la llengua castellana que consta de cinc versos.
La lira popular de finals del segle xix, poesia popular impresa urbana, és una expressió que es desplaça pels camins de la poesia, el cant i la crònica.
La lira popular es va anar instal·lant en les incipients urbanes, prenent la tradició dels poetes i cantors del camp, traslladant el llenguatge oral a l'escrit, fulles que es distribuïen i es recitaven en les fires, les fondes i els suburbis per on transitaven els viatgers. Es va desenvolupar en un diàleg amb els esdeveniments històrics i socials rellevants de fins d'aquest segle. Poetes populars rellevants i de gran producció en l'època van ser:
- Bernardino Guajardo
- Nicasio García Rolak
- Rosa Araneda: (És la veu femenina dintre del grup de poetes que es veu constantment qüestionada i atacada pels seus parells barons, qui dubten de l'autoria dels seus versos o imiten el seu nom per a atreure el seu públic)
- Juan Rafael Allèn
- Daniel Meneses

En la seva majoria camperols emigrats a Santiago. Alguns d'ells van ser cantors i poetes simultàniament; també ocorria que venguessin els seus versos als cantaires de famoses fondes en la capital. Per a aquest últim cas, músics que pagaven als poetes pels seus versos, adquirint la propietat literària, sorgeix la denominació: "versos ocults". Els poemes van ser publicats entre 1865 i 1920 aproximadament.

## Rima i mètrica de la lira
En la seva versió castellana, la lira consta de cinc versos que alternen les set i onze síl·labes, però en l'adaptació per la Mètrica Catalana els versos tenen sis i deu síl·labes, seguint el patró de mètrica i rima següent:
6a
10B
6a
6b
10B
La rima de la lira sol ser consonant i pot canviar en les diferents estrofes. El principal avantatge d'aquesta estrofa és que no té límit de versos, al contrari que el sonet, per exemple.